# Campionato italiano maschile di pallanuoto 1933
Il campionato italiano 1933 è stata la 17ª edizione della massima serie, ed allora unica, del campionato italiano maschile di pallanuoto. Le squadre partecipanti affrontarono inizialmente una fase a gironi, per poi disputare le finali a Firenze, il 19 e il 20 agosto 1933.
Il campionato si svolse in concomitanza della Coppa Federale di Nuoto. Solo le società iscrittesi alla categoria A della Coppa Federale potevano prendere parte al campionato nazionale di pallanuoto. Ogni partita di campionato (compresi eventuali spareggi) era preceduta da una gara di staffetta 7x50 stile libero tra gli stessi giocatori componenti le due squadre che assegnava un punto alla squadra vincente e zero alla perdente oppure mezzo punto a testa in caso di arrivo ex aequo. Le classifiche tenevano conto, dunque, anche dell'esito della staffetta. L'introduzione della staffetta fu attuata per incentivare le squadre a schierare giocatori giovani e veloci piuttosto che elementi anziani e propensi al gioco lento e falloso. In caso di parità di punti in classifica vigeva il quoziente reti (in inglese goal average), limitando così eventuali spareggi per lo scudetto o per la qualificazione al solo caso di parità anche nel quoziente.

## Fase a gironi
| Girone A                              | Girone B                                 | Girone C                                                             |
| ------------------------------------- | ---------------------------------------- | -------------------------------------------------------------------- |
| - Mameli - Camogli - Albarese - Lazio | - Bologna - Triestina - Milano - Fiumana | - Canottieri Milano - Florentia - Ardita Juventus - Nervi - Libertas |

### Primo girone
|   |    | Fase a gironi 1933 | Pt | G |   | Staffette | Staffette | Staffette |   | Partite | Partite | Partite | GF | GS |
| V | N  | Fase a gironi 1933 | Pt | G | P | V         | N         | P         |   |         |         |         | GF | GS |
|   | 1. | Camogli            | 13 | 6 | 4 | 0         | 2         | 4         | 1 | 1       | 19      | 4       |    |    |
|   | 2. | Mameli             | 9  | 6 | 0 | 0         | 6         | 4         | 1 | 1       | 18      | 4       |    |    |
|   | 3. | Lazio              | 9  | 6 | 6 | 0         | 0         | 1         | 1 | 4       | 9       | 21      |    |    |
|   | 4. | Albarese           | 5  | 6 | 2 | 0         | 4         | 1         | 1 | 4       | 4       | 21      |    |    |

| andata       | 1ª giornata    | ritorno     |
| 19 giu. 1933 |                | 9 lug. 1933 |
| 3-2          | Albarese-Lazio | 1-2         |
| 0-1          | Camogli-Mameli | 2-0         |

| andata       | 2ª giornata     | ritorno     |
| 26 giu. 1933 |                 | 2 lug. 1933 |
| 3-3          | Lazio-Camogli   | 0-5         |
| 0-9          | Albarese-Mameli | 0-0         |

| andata       | 3ª giornata      | ritorno      |
| 29 giu. 1933 |                  | 16 lug. 1933 |
| 2-4          | Lazio-Mameli     | 0-4          |
| 6-0          | Camogli-Albarese | 2-0          |

### Secondo girone
|   |    | Fase a gironi 1933 | Pt | G |   | Staffette | Staffette | Staffette |   | Partite | Partite | Partite | GF | GS |
| V | N  | Fase a gironi 1933 | Pt | G | P | V         | N         | P         |   |         |         |         | GF | GS |
|   | 1. | Milano             | 15 | 6 | 4 | 0         | 2         | 5         | 1 | 0       | 35      | 2       |    |    |
|   | 2. | Triestina          | 10 | 6 | 1 | 0         | 5         | 4         | 1 | 1       | 31      | 7       |    |    |
|   | 3. | Bologna            | 9  | 6 | 5 | 0         | 1         | 2         | 0 | 4       | 17      | 32      |    |    |
|   | 4. | Fiumana            | 2  | 6 | 2 | 0         | 4         | 0         | 0 | 6       | 2       | 64      |    |    |

| andata       | 1ª giornata       | ritorno     |
| 19 giu. 1933 |                   | 2 lug. 1933 |
| 7-0          | Triestina-Fiumana | 7-1         |
| -            | Bologna-Milano    | 0-10        |

| andata       | 2ª giornata      | ritorno     |
| 26 giu. 1933 |                  | 9 lug. 1933 |
| 4-1          | Milano-Triestina | 1-1         |
| 7-0          | Bologna-Fiumana  | 9-0         |

| andata       | 3ª giornata       | ritorno      |
| 29 giu. 1933 |                   | 16 lug. 1933 |
| 9-0          | Triestina-Bologna | 5-1          |
| -            | Fiumana-Milano    | 0-9          |

### Terzo girone
|   |    | Fase a gironi 1933 | Pt  | G |   | Staffette | Staffette | Staffette |   | Partite | Partite | Partite | GF | GS |
| V | N  | Fase a gironi 1933 | Pt  | G | P | V         | N         | P         |   |         |         |         | GF | GS |
|   | 1. | Florentia          | 16  | 6 | 4 | 0         | 2         | 6         | 0 | 0       | 31      | 2       |    |    |
|   | 2. | Canottieri Milano  | 9   | 6 | 6 | 0         | 0         | 1         | 1 | 4       | 14      | 24      |    |    |
|   | 3. | Libertas           | 8,5 | 6 | 1 | 1         | 4         | 3         | 1 | 2       | 11      | 11      |    |    |
|   | 4. | Nervi              | 2,5 | 6 | 0 | 1         | 5         | 1         | 0 | 5       | 5       | 24      |    |    |

| andata       | 1ª giornata         | ritorno     |
| 19 giu. 1933 |                     | 2 lug. 1933 |
| 1-4          | Nervi-Florentia     | 0-5         |
| 2-2          | Canottieri-Libertas | 2-1         |

| andata       | 2ª giornata          | ritorno     |
| 26 giu. 1933 |                      | 9 lug. 1933 |
| 4-0          | Libertas-Nervi       | 2-1         |
| 7-0          | Florentia-Canottieri | 9-1         |

| andata       | 3ª giornata        | ritorno      |
| 30 giu. 1933 |                    | 16 lug. 1933 |
| 3-1          | Canottieri-Nervi   | 1-3          |
| 1-3          | Libertas-Florentia | 0-3          |

## Finali

### Classifica
|  |    | Classifica finale 1933 | Pt | G | V | N | P | GF | GS | DR |
|  | -- | ---------------------- | -- | - | - | - | - | -- | -- | -- |
|  | 1. | Florentia              | 12 | 4 | 4 | 0 | 0 | 12 | 4  | +8 |
|  | 2. | Triestina              | 9  | 4 | 3 | 0 | 1 | 7  | 5  | +2 |
|  | 3. | Camogli                | 5  | 4 | 2 | 0 | 2 | 5  | 6  | -1 |
|  | 4. | Mameli                 | 4  | 4 | 1 | 0 | 3 | 3  | 5  | -2 |
|  | 5. | Libertas Sestri        | 0  | 4 | 0 | 0 | 4 | 0  | 7  | -7 |

### Risultati
Alle finali avrebbe dovuto prendere parte anche la Rari Nantes Milano ma fu squalificata.
In base ai risultati della staffetta 7x50 stile libero disputata dai giocatori delle squadre in gara alle 9,30 del 19 agosto (poco prima delle partite della prima giornata), la Florentia acquisì 4 punti in classifica, la Triestina 3, il Mameli 2, il Camogli un punto, la Libertas zero.
| Firenze 19 agosto 1933, ore 10 | Libertas Sestri Ponente | 0 – 2 referto | Camogli |  |

| Firenze 19 agosto 1933, ore 10,45 | Triestina | 2 – 5 referto | Florentia |  |

| Firenze 19 agosto 1933, ore 16 | Libertas Sestri Ponente | 0 – 1 referto | Triestina |  |

| Firenze 19 agosto 1933, ore 16,45 | Mameli | 1 – 2 referto | Florentia |  |

| Firenze 19 agosto 1933, ore 21,30 | Libertas Sestri Ponente | 0 – 3 referto | Florentia |  |

| Firenze 19 agosto 1933, ore 22,15 | Mameli | 1 – 2 referto | Camogli |  |

| Firenze 20 agosto 1933, ore pomeriggio | Libertas Sestri Ponente | 0 – 1 referto | Mameli |  |

| Firenze 20 agosto 1933, ore pomeriggio | Triestina | 3 – 0 referto | Camogli |  |

| Firenze 20 agosto 1933, ore sera | Camogli | 1 – 2 referto | Florentia |  |

| Firenze 20 agosto 1932, ore sera | Triestina | 2 – 0 referto | Mameli |  |

## Verdetti
- Florentia Campione d'Italia 1933